# Jerzy Lachaut
Jerzy Lachaut (ur. 12 stycznia 1942 we Lwowie, zm. 29 kwietnia 2022 w Ludwikowicach Kłodzkich) – polski pływak, mistrz Polski.

## Życiorys
Był zawodnikiem Ślęzy Wrocław.
Na mistrzostwach Polski seniorów na basenie 50-metrowym zdobył indywidualnie cztery tytuły mistrza Polski: na 100 metrów stylem grzbietowym w 1967, na 200 metrów stylem grzbietowym w 1964, 1966 i 1967, a także dwa tytuły wicemistrzowskie (100 m stylem grzbietowym w 1963, 200 m stylem grzbietowym w 1968) oraz dwa medale brązowe (100 m stylem klasycznym w 1966 i 1968). W 1967 został wicemistrzem Polski na 200 metrów stylem grzbietowym na basenie 25-metrowym. Reprezentował też Ślęzę w rozgrywkach piłki wodnej i był trenerem tej sekcji we wrocławskim klubie.
Był absolwentem Wydziału Ekonomiki Przemysłu Wyższej Szkoły Ekonomicznej we Wrocławiu, pracował m.in. jako kierownik działu statystyki w Miejskim Przedsiębiorstwie Komunikacyjnym we Wrocławiu, Zjednoczeniu Budownictwa Przemysłowego Zachód i Izbie Skarbowej we Wrocławiu.